# Miss Tocantins 2005
Miss Tocantins 2005 foi a 14ª edição do concurso de beleza feminino de Miss Tocantins, que escolhe a melhor candidata tocantinense para representar seu estado e sua cultura no Miss Brasil 2005, único caminho para o Miss Universo. O evento contou com a presença de dezessete (17) candidatas de diversos municípios do Estado. A noite final da competição não foi televisionada. Fânia Teixeira, vencedora do ano anterior, coroou a goiana representante de Palmeirópolis, Francielly Araújo como sua sua sucessora ao título no final do evento.

## Resultados

### Colocações
| Posição   | Cidade e Candidata                  |
| Vencedora | - Palmeirópolis - Francielly Araújo |
| 2º. Lugar | - Pedro Afonso - Vanessa Roratto    |
| 3º. Lugar | - Palmas - Camila Christie          |
| 4º. Lugar | - Gurupi - Naianny Calaça           |
| 5º. Lugar | - Miranorte - Ana Carla Oliveira    |

### Representações
- A miss que se classificou em 1º. Lugar representou o Estado no Miss Brasil 2005.
- A miss que se classificou em 2º. Lugar representou o Estado no Beleza Brasil 2005.
- A miss que se classificou em 3º. Lugar representou o Estado no Miss Brasil Turismo 2005.

## Candidatas
Disputaram o título este ano:
| - Almas - Gessilaine Cardoso da Silva - Araguaína - Luciane Estarlei Santos Öss - Araguatins - Mariana Passos Thives - Colméia - Valquíria Ahiês - Dianópolis - Denise Sabino de Melo Ávila - Guaraí - Beliza Martins Pinheiro Câmara - Gurupi - Naianny Calaça - Lagoa da Confusão - Keila Lopes - Miranorte - Ana Carla Oliveira | - Palmas - Camila Christie Ribeiro - Palmeirópolis - Francielly Araújo - Paraíso - Jéssica Dhayane Caldeira - Paranã - Juliana Falcão de Lima - Pedro Afonso - Vanessa Roratto - Peixe - Lara Lopes - Porto Nacional - Elissa Maynardes Coelho - Tocantínia - Gardênia Macêdo de Oliveira |

## Crossovers
Candidatas em outros concursos:

### Estadual
Miss Rio Grande do Sul
- 2005: Araguaína - Estarlei Öss
  - (Representando o município de Bagé)